# Brian Branch
Brian Branch (* 22. Oktober 2001 in Fayetteville, Georgia) ist ein US-amerikanischer American-Football-Spieler auf der Position des Safeties. Er spielte College Football für die Alabama Crimson Tide der University of Alabama und wurde im NFL Draft 2023 von den Detroit Lions ausgewählt.

## Frühe Jahre und College
Branch wurde in Fayetteville, Georgia geboren. Er besuchte die Sandy Creek High School in der Stadt, an der er in der Footballmannschaft aktiv war. Dort kam er auf verschiedenen Positionen in der Offense und in der Defense zum Einsatz und war ein wichtiger Bestandteil seiner Mannschaft. Daneben wurde er zum Kick- und Punt-Returner seiner Mannschaft. In der Defense konnte er in seinem dritten Jahr insgesamt 58 Tackles und fünf Interceptions verzeichnen. Insgesamt wurde er zum Spieler mit den meisten Interceptions aller Zeiten seiner Highschool. Aufgrund seiner guten Leistungen auf dem Footballfield und wurde zum Georgia 5A Ironman of the Year als bester Spieler, der sowohl in der Offense als auch in der Defense spielt, gewählt.
Nach seinem Highschoolabschluss erhielt er Stipendienangebote zahlreicher namhafter Universitäten. Branch entschied sich, ein Stipendium der University of Alabama anzunehmen, um für die dortigen Alabama Crimson Tide Collegefootball zu spielen. Bereits in seinem Freshman-Jahr kam er regelmäßig zum Einsatz und konnte in neun Spielen 27 Tackles sowie eine Interception verzeichnen. In seinem Sophomore-Jahr entwickelte er sich schließlich zum festen Stammspieler im Defensive Backfield. So kam er insgesamt in seinen drei Jahren in Alabama in 35 Spielen zum Einsatz und konnte dabei 172 Tackles, 4 Sacks und 3 Interceptions verzeichnen. Aufgrund seiner guten Leistungen wurde er 2022 ins All-American-Team von CBS und ESPN gewählt. Auch mit seiner Mannschaft war er sehr erfolgreich. Bereits in seinem ersten Jahr in Alabama konnte er mit der Mannschaft das College Football National Championship Game gewinnen. 2021 erreichten sie es erneut, diesmal unterlagen sie jedoch den Georgia Bulldogs. Daneben konnte Branch mit seiner Mannschaft 2020 und 2021 die SEC sowie 2020 den Rose Bowl, 2021 den Cotton Bowl Classic sowie 2022 den Sugar Bowl gewinnen. Im Januar 2023 entschied Branch sich, auf sein letztes Jahr am College zu verzichten und stattdessen am NFL-Draft 2023 teilzunehmen.

## NFL
Im NFL Draft 2023 wurde Branch in der zweiten Runde an 45. Stelle von den Detroit Lions ausgewählt. Bei seinem NFL-Debüt, dem Eröffnungsspiel des ersten Spieltags gegen die Kansas City Chiefs, gelang Branch gegen den amtierenden Super-Bowl-Champion im dritten Viertel nach einem Drop von Kadarius Toney eine Interception, die er über 50 Yards in die Endzone zurücktragen konnte. Detroit gewann die Partie mit 21:20. Am 3. Spieltag kam Branch dann auch das erste Mal als Starter zum Einsatz und konnte beim 20:6-Sieg gegen die Atlanta Falcons insgesamt 11 Tackles verzeichnen, bis dato seine Karrierebestleistung. Am 13. Spieltag fing er beim 33:28-Sieg gegen die New Orleans Saints seine zweite Interception von Derek Carr. Am 16. Spieltag konnte er schließlich beim 30:24-Sieg gegen die Minnesota Vikings seinen ersten Sack an Quarterback Nick Mullens verzeichnen. Daneben gelang ihm eine weitere Interception. So beendete er seine Rookie-Saison mit insgesamt 15 Einsätzen, davon neunmal als Starter, und konnte 74 Tackles, drei Interceptions und einen Sack verzeichnen. So gelangen ihm direkt die zweitmeisten Interceptions in seinem Team hinter Kerby Joseph und sogar die meisten verteidigten Pässe. Da die Lions in der Saison 12 Spiele gewannen und nur fünf verloren, konnten sie die NFC North gewinnen und sich somit für die Playoffs qualifizieren. Dort trafen sie in der Wildcard-Runde auf die Los Angeles Rams. Beim 24:23-Sieg war Branch sogar Starter und konnte insgesamt sieben Tackles verzeichnen. Beim darauffolgenden 31:23-Sieg gegen die Tampa Bay Buccaneers in der Divisional-Runde gelang ihm ein Sack an Baker Mayfield. Allerdings unterlagen die Lions daraufhin den San Francisco 49ers in NFC Championship Game mit 31:34 und schieden somit aus den Playoffs aus.

## Karrierestatistiken

### Regular Season
| Saison                             | Team             | Spiele | Spiele  | Tackles | Tackles | Tackles | Tackles | Interceptions | Interceptions | Interceptions | Interceptions | Interceptions | Interceptions | Fumbles | Fumbles | Fumbles |
| Saison                             | Team             | Gesamt | Starter | Gesamt  | Solo    | Assist  | Sack    | PD            | Int           | Yards         | Avg           | Lang          | TD            | FF      | FR      | TD      |
| ---------------------------------- | ---------------- | ------ | ------- | ------- | ------- | ------- | ------- | ------------- | ------------- | ------------- | ------------- | ------------- | ------------- | ------- | ------- | ------- |
| 2023                               | Lions            | 15     | 9       | 74      | 50      | 24      | 1,0     | 13            | 3             | 63            | 21,0          | 50            | 1             | 1       | 0       | 0       |
| 2024                               | Lions            | 16     | 16      | 109     | 79      | 30      | 1,0     | 16            | 4             | 48            | 12,0          | 47            | 0             | 1       | 0       | 0       |
| Gesamte Karriere                   | Gesamte Karriere | 31     | 25      | 183     | 129     | 54      | 2,0     | 29            | 7             | 111           | 15,9          | 50            | 1             | 2       | 0       | 0       |
| Quelle: pro-football-reference.com |                  |        |         |         |         |         |         |               |               |               |               |               |               |         |         |         |

### Postseason
| Saison                             | Team             | Spiele | Spiele  | Tackles | Tackles | Tackles | Tackles | Interceptions | Interceptions | Interceptions | Interceptions | Interceptions | Interceptions | Fumbles | Fumbles | Fumbles |
| Saison                             | Team             | Gesamt | Starter | Gesamt  | Solo    | Assist  | Sack    | PD            | Int           | Yards         | Avg           | Lang          | TD            | FF      | FR      | TD      |
| ---------------------------------- | ---------------- | ------ | ------- | ------- | ------- | ------- | ------- | ------------- | ------------- | ------------- | ------------- | ------------- | ------------- | ------- | ------- | ------- |
| 2023                               | Lions            | 3      | 1       | 20      | 14      | 6       | 1,0     | 1             | 0             | 0             | 0,0           | 0             | 0             | 0       | 0       | 0       |
| 2024                               | Lions            | 1      | 1       | 11      | 8       | 3       | 0,0     | 0             | 0             | 0             | 0,0           | 0             | 0             | 1       | 0       | 0       |
| Gesamte Karriere                   | Gesamte Karriere | 42     | 1       | 31      | 22      | 9       | 1,0     | 1             | 0             | 0             | 0,0           | 0             | 0             | 1       | 0       | 0       |
| Quelle: pro-football-reference.com |                  |        |         |         |         |         |         |               |               |               |               |               |               |         |         |         |